# Лаурутене, Сандра
Сандра Лаурутене (лит.  Sandra Laurutienė, урожд. Тамошайтите лит.  Sandra Tamošaitytė (07.17.1973, Шяуляй) — советская и литовская шашистка, тренер, судья. Мастер ФМЖД (2003), судья ФМЖД (2010). 17-кратная чемпионка Литвы по шашкам. Участница чемпионатов мира (лучший результат — 5 место в 2003 году). Тренер года в Литве (2005, 2006).
Чемпион Литвы в русские шашки: по блицу (1991), в классике (1994, 1995, 1999, 2000, 2001, 2003); 10 раз побеждала в командном чемпионате Литвы — 5 раз в русские шашки (1991, со студенческой сборной г. Шяуляй, 1993-95, 2001, с командой г. Шяуляй), 5 раз — в международные шашки (1991-93, 1995, 1996, с командой г. Шяуляй). Участница чемпионатов мира: по международным шашкам (1994 Якутск, Россия — 8 место), по русским шашкам (2002 Самара, Россия — 8 место), (2003, Санкт-Петербург, Россия — 5 место). Участница I Всемирных интеллектуальных игр — (2008, Пекин, Китай — 9 место).
Тренеры: Владас Валантинас (первый), Сигитас Смайдрис.
Начиная с 1991 года, перешла на тренерскую, судейскую и организаторскую работу.
В Федерации шашек Литвы: секретарь (2002-04), вице-президент (2004-08), председатель комиссии по русским шашкам (С 2010 года).
Преподает в городе Шяуляй. Самые известные её ученики: Андрюс Кибартас, вице-чемпион мира в шашки-64 (бразильская версия)(2002), Симона Кулакаускайте, чемпионка мира среди девушек (до 19 лет) по стоклеточным шашкам (2005, 2006), Эдгар Пятраускас, чемпион мира по бразильским шашкам среди детей (до 10 лет) (2005), Домантас Норкус — чемпион Европы (2010) и мира (2009) среди кадетов (до 14 лет) по русским шашкам.
Судья чемпионатов по шашкам-64: Европы среди молодежи (2008, 2009), мира среди молодежи (2009) и детей (2010).